# Функція (біологія)
Фізіологічна функція (лат. functio — здійснення, реалізація, виконання) — життєві процеси, діяльність окремих живих органів та їх системи, і в цілому всього живого організму; основний предмет вивчення фізіології. Приклад: когнітивна функція.